# Panchlora fraterna
Panchlora fraterna är en kackerlacksart som beskrevs av Henri Saussure och Leo Zehntner 1893. Panchlora fraterna ingår i släktet Panchlora och familjen jättekackerlackor. Inga underarter finns listade i Catalogue of Life.